# Cyril Vasiľ
Cyril Vasiľ SJ (ur. 10 kwietnia 1965 w Koszycach) – słowacki duchowny greckokatolicki, jezuita, rektor Papieskiego Instytutu Wschodniego w Rzymie w latach 2007–2009, arcybiskup tytularny Ptolemais, w latach 2009–2020 sekretarz Kongregacji do spraw Kościołów Wschodnich, administrator apostolski sede plena eparchii koszyckiej w latach 2020–2021, biskup diecezjalny eparchii koszyckiej od 2021.

## Życiorys
W latach 1982–1987 studiował na Wydziale Teologicznym Świętych Cyryla i Metodego w Bratysławie. W latach 1987–1994 kontynuował naukę na Papieskim Instytucie Wschodnim w Rzymie, gdzie obronił doktorat z prawa kanonicznego.
W 1987 roku przyjął święcenia kapłańskie w obrządku bizantyjskim. Później przez krótki okres był wikariuszem w Preszowie. W 1990 roku został członkiem Towarzystwa Jezusowego. Jest wykładowcą akademickim na Papieskim Uniwersytecie Gregoriańskim w Rzymie oraz na Wydziałach Teologicznych Uniwersytetów w Bratysławie i w Trnawie. W 2002 roku został wybrany dziekanem Wydziału Wschodniego Prawa Kanonicznego i prorektorem Papieskiego Instytutu Wschodniego. W latach 2007–2009 pełnił funkcję rektora tej uczelni.
Jest konsultorem Kongregacji Kościołów Wschodnich Kongregacji Nauki Wiary i Papieskiej Rady do spraw Migrantów i Podróżujących. Od 2003 roku pełni funkcję asystenta duchowego Federacji Skautingu Europejskiego.
7 maja 2009 roku został nominowany sekretarzem Kongregacji ds. Kościołów Wschodnich, a następnie konsekrowany w Rzymie arcybiskupem tytularnym Ptolemais in Libya.
20 stycznia 2020 został mianowany administratorem apostolskim sede plena eparchii koszyckiej.
24 czerwca 2021 papież Franciszek mianował go biskupem diecezjalnym eparchii koszyckiej. Ingres do katedry w Koszycach odbył 4 lipca 2021 roku.
Jest poliglotą – oprócz ojczystego języka słowackiego, włada biegle językami: łacińskim, włoskim, angielskim, francuskim, niemieckim, hiszpańskim, greckim, cerkiewnosłowiańskim, rosyjskim, ukraińskim i polskim.